# イヴァンナ・サフノ
イヴァンナ・アナトリイヴナ・サフノ（ウクライナ語：Іванна Анатоліївна Сахно、ラテン文字転写：Ivanna Anatoliyivna Sakhno、1997年11月14日 - ）は、ウクライナの女優、活動家。日本では、イヴァンナ・ザクノ、イバンナ・サクノなどと表記されることがある。

## 主な出演作品

### 映画
- Іван Сила（uk）（2013年）
- 『クローズド 招かれた者たち』 - The Body Tree （2016年）
- 『パシフィック・リム: アップライジング』 - Pacific Rim Uprising （2018年）
- 『バッド・スパイ』 - The Spy Who Dumped Me （2018年）
- 『ブラック・リッジ』（en） - Let It Snow （2020年）
- 『M3GAN／ミーガン 2.0』 - M3GAN 2.0 （2025年）

### テレビ
- Леся+Рома（uk）（2005年）
- Вчитель музики（uk）（2008年）
- 『チェルノブイリ：悲劇の後で』 - Чорна квітка （2016年）
- 『ハイ・フィデリティ』 - High Fidelity （2020年）
- 『アソーカ』 - Ahsoka （2023年）